# Чуркино (Карабихское сельское поселение)
Чуркино — деревня в Ярославском районе Ярославской области. Входит в состав Карабихского сельского поселения.

## География
Находится в восточной части Ярославской области на расстоянии приблизительно 18 км на юго-запад по прямой от станции Ярославль.

## История
В 1859 году здесь (деревня Ярославского уезда Ярославской губернии) было учтено 13 дворов, в 1898 — 9, в 1941 — 26.

## Население
Численность населения: 72 человека (1859 год), 6 (русские 100 %) в 2002 году, 6 в 2010.

### Известные жители
- Муратов, Александр Михайлович (1900—1942) — писатель, фронтовой корреспондент; организатор Горьковского отделения Союза писателей СССР; пропал без вести на Великой Отечественной войне.